# 泰武古謠傳唱
泰武古謠傳唱，是台灣一個由原住民青少年學生組成的歌唱團體，成員皆來自於屏東縣泰武鄉的泰武國民小學，故因此命名。泰武的學生皆為排灣族人，由指導老師查馬克·法拉屋樂的傳唱教導下，來自泰武國小的學童得以唱出數十首的排灣族古謠。

## 地理位置
泰武國小屬屏東縣泰武鄉，2009年八八水災後，學校先後搬遷至佳平村佳平分校半年，泰武國中三個月，佳興村一年半。2011年8月底在山下的新赤農場建立吾拉魯滋永久屋部落，重建校園由明基友達集團文教基金會援建，是莫拉克災後全國第一所完成重建的校園。

## 樂團歷程
泰武古謠傳唱自2006年正式成立，現已發行了3張錄音室專輯、單曲快樂天堂 滾石30純真版，在歐美舉辦數場演出。專輯發行後，兩次獲得金曲獎（截至2014年6月）。

### 2003年－05年：泰武國小古謠傳唱隊前身
泰武古謠傳唱的前身「泰武國小古謠傳唱隊」的成立起源。2003年，一個愛唱歌的孩子Lumasan獲得全國傳統歌謠獨唱第一名，讓人們聽見部落優美的歌謠，也喚起學校孩子們內心傳統的節奏。2004年，五位孩子在查馬克老師指導下組合成古謠傳唱隊前身，受邀到各地參與演出。
2005年，參與屏東縣政府發行錄製《祖靈天韻》傳統音樂專輯。

### 2006年－12年（正式成立年）：泰武國小古謠傳唱隊
民族音樂學者台北藝術大學教授吳榮順曾說，台灣會唱歌的原住民國小合唱團非常多，但「泰武古謠傳唱」是最好的一個，因為不論學生畢業出團、新進成員入團，或升到國中後繼續留團，傳唱隊不但能維持一定水準，不可思議的是愈唱愈好。
2006年，台灣亞洲唱片錄製傳統音樂專輯《唱一首好聽的歌》，入圍第18屆金曲獎最佳原住民音樂專輯獎。這一年「古謠傳唱隊」正式成軍。
2009年6月起赴法國、德國、比利時、盧森堡、日本及中國大陸等地演出。NHK“Amazing Voice 驚異の歌聲”全球觀眾票選TOP 5。
2009年的八八水災重挫下，泰武村落居民及泰武國小面臨遷村遷校的課題，但「泰武古謠傳唱」在排灣古謠的傳承之路並未中斷。
2010年11月台灣滾石唱片30周年《快樂天堂 滾石30》專輯，錄製專輯內《快樂天堂 》(純真版)演唱。
首張專輯《歌開始的地方》獲得關注，受維也納少年合唱團邀請至奧地利，或應邀赴美、日、荷蘭、愛沙尼亞、中國、瑞士等國演出，或跨界與琵琶演奏家吳蠻、烏克麗麗演奏家Daniel Ho、台北愛樂青年管弦樂團、台灣國樂團等音樂家及樂團合作。
2011年7月由台灣風潮音樂發行《歌開始的地方》。隔年，入圍第23屆傳藝金曲獎五個獎項，並獲得「最佳傳統音樂詮釋獎」。

### 2013年－14年：第二座「金曲獎」與首次北美售票演唱會
2013年，正式改名為泰武古謠傳唱。
2013年8月由台灣風潮音樂發行《歌，飛過群山》，同時與Daniel Ho於北美為實體專輯上架，舉辦「歌，飛過群山L.A.演唱會」。隔年，入圍第25屆金曲獎兩個獎項，獲得「最佳原住民語專輯獎」；同時入圍第13屆美國獨立音樂獎一個獎項，獲得「最佳專輯包裝設計獎」。
2014年3月由台灣索尼音樂娛樂發行林育群《100分的朋友》，

### 2015年－至今：入選國家文化藝術基金會「原住民表演藝術推廣平台‬」團隊
2015年成為國家文化藝術基金會「原住民表演藝術推廣平台‬」團隊之一。
2017年三月，首度將排灣族傳統故事《太陽的女兒》為腳本音樂劇，於國家兩廳院演出。

## 演出
| 年份 | 事件 | 備註                                                                      |
| ---- | --- | ------------------------------------------------------------------------- |
| 2009 | 受邀於世界各處演出                                                                                                 | 包含盧森堡、比利時、法國、德國等地                                        |
| 2010 | 錄製日本NHK電視台Amazing Voice節目                                                                                 | 獲全球觀眾票選為第五名                                                    |
| 2011 | 於兩廳院藝文廣場舉辦音樂會                                                                                         | 受中華電信及HTC贊助                                                       |
| 2011 | 於國家音樂廳進行演出                                                                                               | 與吳蠻攜手演出                                                            |
| 2011 | 錄製專輯-歌開始的地方                                                                                              | 或政府補助及支持，將演唱結合互動情境新科技                                |
| 2012 | 受邀國慶酒會演出                                                                                                   | 與拉縴人男聲合唱團合作演出                                                |
| 2013 | 領唱林雪兒個人於國家音樂廳進行演出                                                                                 | 與旅瑞士小提琴家─黃義方、台北愛樂青年管弦樂團攜手演出                     |
| 2013 | 受邀愛沙尼亞國際東方音樂節演出                                                                                     | 文化部贊助，台北市文化局補助                                              |
| 2013 | 錄製專輯-歌飛過群山                                                                                                | 與Daniel Ho攜手製作                                                       |
| 2013 | 歌飛過群山於美國洛杉磯進行演出                                                                                     | 與Daniel Ho攜手籌備此次演出                                               |
| 2014 | 歌飛過群山於台北華山文創進行演出                                                                                   | 與Daniel Ho二度攜手籌備此次演出                                           |
| 2014 | Muliyav在哪裡？於國家音樂廳進行演出                                                                                | 與台灣國樂團攜手籌備此次演出                                              |
| 2015 | 元旦總統府升旗典禮於總統府前領唱                                                                                   | 中華民國青年創業協會總會贊助                                              |
| 2015 | 京都念慈庵【守護聲音篇】                                                                                           | 2015.01.26首支廣告演出                                                    |
| 2015 | 【天使之聲】臺灣原住民排灣族兒童在福岡演出                                                                         | 台北駐福岡經濟文化辦事處贊助                                              |
| 2015 | 歌飛過群山於美國休士頓米勒戶外劇場與Daniel Ho攜手聯合演出                                                          | 亞洲協會德州中心與文化部合作籌備                                          |
| 2015 | 【2015關渡藝術節】北藝原民風－賽夏排灣樂舞宴                                                                       | 與蓬萊賽夏樂舞祭儀傳習團隊攜手演出                                        |
| 2015 | 【為你而來-讓世界聽見】與胡德夫老師、達瑪巒文化藝術團於大連攜手演出                                                | 2015.12.26由網信集團與大連電視台合作籌備                                  |
| 2016 | 【2016瑞士自然之聲藝術節-7th KlangfestivalNaturstimmen】於瑞士列支敦士登演出                                       | 2016.05受瑞士克蘭威爾特托根堡基金會（KlangWelt Toggenburgfoundation）邀請 |
| 2016 | 【2016全州國際淸唱藝術節-15th Jeonju Int'l SORI Festival】於韓國全州登台演出                                       | 2016.09受韓國全州國際淸唱藝術節主辦單位邀請                               |
| 2017 | 【2017TIFA台灣國際藝術節】與佳興部落耆老們攜手合作【太陽的女兒】於國家音樂廳登台演出                               | 2017.03由國家表演藝術中心國家兩廳院籌備                                   |
| 2017 | 【2017RWMF馬來西亞世界雨林音樂節】與少妮瑤、戴曉君攜手合作於砂拉越登台演出                                         | 2017.07由Sarawak Tourism Board 砂拉越旅游局籌備                           |
| 2017 | 【Taipei 2017 Universiade開幕式】與多位原民傑出音樂家攜手合作於台北市立體育場登台演出                              | 2017.08由台北市政府籌備                                                   |
| 2017 | 【2017屏東縣政府文化處傑出團隊計畫回家】開幕專場。與佳興部落耆老們攜手合作【細雨灑落群山】於屏東藝術館登台演出     | 2017.09由屏東縣政府文化處籌備                                             |
| 2017 | 與佳興部落耆老們攜手合作【細雨灑落群山】於台北華山1914文創園區東3館【烏梅劇院】演出                                | 2017.12由國藝會共同籌備                                                   |
| 2018 | 【2018 Taiwanese Canadian Cultural Festival 台加藝文節】於加拿大溫哥華登台演出                                     | 2018.07由台加文化協會 (TCCS)籌備                                          |
| 2018 | 【2018 馬祖海灣音樂會X藍眼淚坑道音樂會】於馬祖北海坑道登台演出                                                     | 2018.08由連江縣政府籌備                                                   |
| 2018 | 【2018 夏日生活週：斜坡上的夏末秋初】與佳興部落耆老們攜手合作於台灣戲曲中心登台演出                                | 2018.08由國立傳統藝術中心籌備                                             |
| 2019 | 與佳興部落耆老們攜手合作【來唱歌吧！ 泰武古謠傳唱】－唱進WOMAD行前首發場於高雄衛武營國家藝術文化中心【音樂廳】演出 | 2019.03由風潮音樂暨衛武營共同籌備                                         |
| 2019 | 《反璞歸真》於屏東藝術館演出                                                                                       | 2019.10泰武古謠傳唱籌備                                                   |
| 2019 | 音樂總監查馬克·法拉屋樂受公視歷史劇【斯卡羅】導演曹瑞原邀請演出，擔任劇中《卓杞篤》一角。                          | 2019.07由公共電視籌備拍攝，2021年播出                                     |
| 2020 | 《歌謠中與禰相遇》於屏東演藝廳演出                                                                                 | 2020.10由泰武古謠傳唱、TSO青年室內樂團籌備                                |